# Vecpilsēta
Vecpilsēta es un barrio de la ciudad de Riga, Letonia.

## Superficie
Posee una superficie de 0,944 kilómetros cuadrados (94,4 hectáreas).

## Población
Hasta 2021 presentaba una población de 1856 habitantes, con una densidad de población de 1966,1 habitantes por kilómetro cuadrado.

## Transporte

### Rutas
- Autobús: 3, 4, 7, 8, 10, 21, 22, 23, 25, 26, 32, 35, 38, 39, 43, 54, 55.[1]
- Trolebús: 9, 27.[1]
- Tranvía: 1, 2, 3, 5, 7, 10, 11, Retro.[1]
- Autobús expreso: 346, 370.[1]